# Lorin Maazel
Lorin Varencove Maazel (Neuilly-sur-Seine, Franciaország, 1930. március 6. – Castleton Farms, Virginia, 2014. július 13.) amerikai karmester, hegedűs, zeneszerző.

## Korai évek
Lorin Maazel 1930-ban született a Párizs külvárosában található Neuillyben. Szülei amerikai származású zsidók voltak, így Maazel kisgyermekkorában az USA-ba került, ahol csodagyerekként V. Bakaleinikoff tanítványa lett. Kilencéves korában már vezényelte az Interlocheni Szimfonikus Zenekart a New York-i világkiállításon, ahol is Leopold Stokowskival lépett föl. Tizenöt éves korában hegedűművészként debütált. Toscanini meghívta, hogy vezényelje az NBC Szimfonikus Zenekart. Maazel ebben az időben a New York-i Filharmonikusokat és a clevelandi zenekart is vezényelte.

## Karrierje
A pittsburgi egyetemre iratkozott be, ahol nem zenét, hanem nyelveket, matematikát, illetve filozófiát tanult. Emellett hegedült a Pittsburgi Szimfonikus Zenekarban, majd 1949–50-ben a zenekar karmestergyakornoka lett. 1951-ben Serge Koussevitzky meghívására a Tenglewoodba ment, a Berkshire Music Centerbe, ahol karmester-tanár lett. Emellett ösztöndíjjal tanult tovább Olaszországban és Németországban.
Ezekben az időkben folyamatosan koncertezett, többek között fellépett Budapesten is (1961–62), és mivel hírneve egyre gyorsabban terjedt Európában, ő volt az első amerikai és egyben legfiatalabb karmester, akit meghívtak Bayreuthba, vezényelni. Több vezető szimfonikus zenekart is dirigált, egy ideig a Londoni Szimfonikus Zenekar társkarmestere volt Otto Klemperer mellett, majd a nyugat-berlini opera és a Berlini Rádió Szimfonikus Zenekara zeneigazgatója lett. Több nagy hangversenykörútra ment a clevelandi szimfonikusokkal. Fellépett – többek között – az edinburghi, a luzerni, és a salzburgi fesztiválokon is. Operakarmesterként is jeleskedett, meghívták vezényelni a Metropolitanbe valamint a milánói Scalába. Több ízben is vezényelte a Bécsi Filharmonikus Zenekar újévi koncertjét, legutoljára 2005-ben dirigálta őket. George Orwell 1984 című regényéből operát írt.
2012-től hároméves szerződéssel a Müncheni Filharmonikusok vezető karmestere volt, azonban halála előtt egy hónappal, 2014 júniusában egészségének megromlása miatt − miután több hangversenye is elmaradt − lemondott erről a tisztségéről.